# Kut-Staustufe

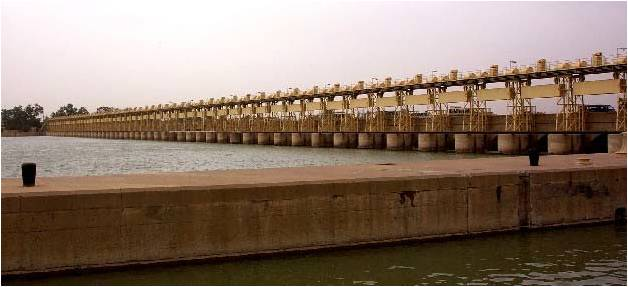
Kut-Staustufe, 2003

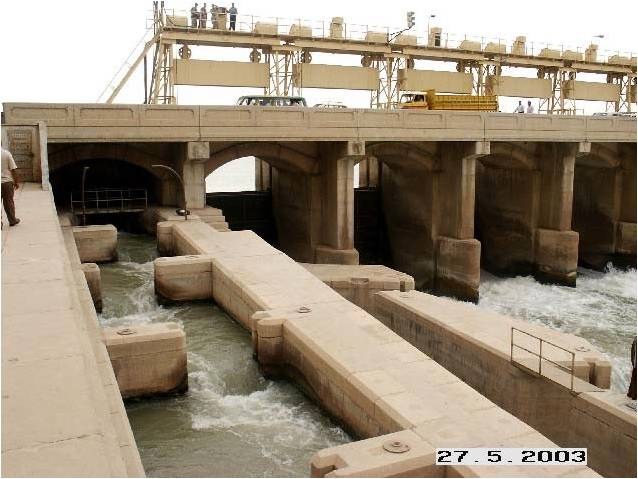
Fischaufstieg

Die Kut-Staustufe ist ein Staustufe am Tigris bei Kut, Irak. Sie wurde von 1934 bis 1939 vom britischen Unternehmen Balfour Beatty errichtet. 2005 erfolgte eine Sanierung.